# Nevesta
Nevesta je dekle ali ženska, ki z obredom poroke vstopa v zakonsko zvezo. V zahodnih kulturah je tradicionalna barva neveste bela, ker ta barva simbolizira nedolžnost. Moški udeleženec poroke se imenuje ženin. Po sklenjeni poročni zvezi postane nevesta zakonska žena.
V Sloveniji je z nevesto povezanih veliko običajev, ki potekajo pred in med poročnim slavjem (šranga, kraja neveste, metanje poročnega šopka ...)